# Swan Island (Tasmania)
Swan Island è un'isola di granito che fa parte del Waterhouse Island Group e si trova nello stretto di Banks in Tasmania (Australia). L'isola appartiene alla municipalità di Dorset.

## Geografia
Swan si trova poco a est di Cape Portland (la punta nord-est della Tasmania); lo stretto di Banks, che è parte dello stretto di Bass, la divide da Cape Barren Island e Clarke Island che fanno parte delle isole Furneaux. L'isola ha una superficie di 2,39 km². Un faro automatizzato si trova a nord dell'isola. Poco discosto a nord-ovest c'è l'isolotto Little Swan.
Il Waterhouse Island Group comprende le isole adiacenti alla costa della parte nord-orientale della Tasmania:  Waterhouse, Little Waterhouse, Little Swan, Cygnet, Foster, St Helens, Ninth, Tenth, Paddys, Maclean e Baynes, oltre agli isolotti Bird Rock e George Rocks e gli scogli adiacenti.

### Fauna
Swan Island fa parte della Cape Portland Important Bird Area. Le specie di uccelli marini e trampolieri registrate che si riproducono sull'isola sono: il pinguino minore blu, la berta codacorta, il gabbiano del Pacifico, il gabbiano australiano, la beccaccia di mare orientale, la beccaccia di mare fuligginosa, il corriere dal cappuccio, la sterna maggiore e il beccapesci veloce. Anche l'oca di Capo Barren  nidifica sull'isola. I rettili presenti includono il Niveoscincus metallicus, l'Egernia whitii, il Lerista bougainvillii e il serpente tigre. È presente il coniglio selvatico europeo e il topo comune.